# Pseudepicorsia boliviensis
Pseudepicorsia boliviensis là một loài bướm đêm trong họ Crambidae.